# 언젠가 이 사랑을 떠올리면 분명 울어버릴 것 같아
《언젠가 이 사랑을 떠올리면 분명 울어버릴 것 같아》(일본어: いつかこの恋を思い出してきっと泣いてしまう)는 후지 TV 계열의 〈게츠쿠〉 시간대에서 2016년 1월 18일부터 3월 21일까지 방송된 일본의 텔레비전 드라마이다. 주연은 아리무라 카스미.

## 개요
저마다 괴로운 과거를 짊어지고 있음에도 불구하고, 밝고 긍정적으로 살아가려고 하는 주인공 오토와 렌 두 사람을 중심으로, 그들을 둘러싸는 네 남녀의 마음이 복잡하게 얽히면서 이야기가 진행되는 군상 러브 스토리.

## 캐스트
- 스기하라 오토 - 아리무라 카스미
- 소다 렌 - 코라 켄고
- 히나타 키호코 - 타카하타 미츠키
- 이부키 아사히 - 니시지마 타카히로 (AAA)
- 이치무라 코나츠 - 모리카와 아오이
- 나카죠 하루타 - 사카구치 켄타로
- 칸베 쇼헤이 - 우라이 켄지
- 이부키 카즈마 - 후쿠시 세이지
- 카지 노보루 - 모리오카 류
- 후나카와 레미 - 나가노 메이
- 마루야마 토모코 - 사쿠라이 유키
- 미나모토 다이스케 - 와레 젠도
- 니시노 미오리 - 하야시다 미유
- 시라이 아츠시 - 야스다 켄
- 하야시다 치에 - 오오타니 나오코
- 소다 켄지 - 타나카 민
- 하야시다 마사히코 - 에모토 아키라
- 사비키 죠지 - 타카하시 잇세이
- 카키타니 요시미 - 마츠다 미유키
- 이부키 세이지로 - 코히나타 후미요
- 센도 시즈에 - 야치구사 카오루
- 오토의 엄마 - 미츠시마 히카리 (제1·6화)

## 스태프
- 각본 - 사카모토 유지
- 음악 - 토쿠다 마사히로
- 주제가 - 테시마 아오이 〈내일에의 편지〉 (빅터 엔터테인먼트)
- 프로듀스 - 무라세 켄
- 연출 - 나미키 미치코, 이시이 유스케, 타카노 마이
- 제작 - 후지 TV 드라마 제작 센터

## 방송 일자
| 각 화                                                      | 방송일          | 부제                                                           | 연출          | 시청률 |
| ---------------------------------------------------------- | --------------- | -------------------------------------------------------------- | ------------- | ------ |
| 제1화                                                      | 2016년 1월 18일 | 잃어버린 편지가 이은 기적…두 사람은 만났다                     | 나미키 미치코 | 11.6%  |
| 제2화                                                      | 1월 25일        | 도쿄 편 스타트 도시의 현실, 더해지는 상념…한 번 더 만나고 싶어 | 나미키 미치코 | 9.6%   |
| 제3화                                                      | 2월 1일         | 돌연의 키스, 행복한 1일                                        | 이시이 유스케 | 10.0%  |
| 제4화                                                      | 2월 8일         | 당신을 좋아하게 됐습니다                                       | 타카노 마이   | 8.9%   |
| 제5화                                                      | 2월 15일        | 제1부 완결! 운명의 날                                          | 나미키 미치코 | 8.8%   |
| 제6화                                                      | 2월 22일        | 충격의 재회                                                    | 이시이 유스케 | 10.7%  |
| 제7화                                                      | 2월 29일        | 밝혀지는 진실 그에게 무엇이 일어난 것인가                      | 타카노 마이   | 8.9%   |
| 제8화                                                      | 3월 7일         | 좋아해요                                                       | 나미키 미치코 | 8.8%   |
| 제9화                                                      | 3월 14일        | 결의의 때, 이별의 밤                                           | 이시이 유스케 | 9.4%   |
| 최종화                                                     | 3월 21일        | 영원의 약속                                                    | 나미키 미치코 | 10.2%  |
| 평균 시청률 9.7% (시청률은 칸토 지구·비디오 리서치사 조사) |                 |                                                                |               |        |

- 첫회·제2화·제5화 15분 확대 (21:00 ~ 22:09).

## 수상
- 제3회 컨피던스 어워드 드라마상[7]
  - 작품상
  - 각본상 (사카모토 유지)
  - 신인상 (니시지마 타카히로)
- 제88회 더 텔레비전 드라마 아카데미상[8]
  - 주연 남우상 (코라 켄고)
- 도쿄 드라마 어워드 2016[9]
  - 작품상 연속 드라마 부문 우수상
  - 주제가상 (테시마 아오이)